# New Portland
New Portland est une ville américaine située dans le Comté de Somerset, dans le Maine. Selon le recensement de 2020, sa population est de 765 habitants.

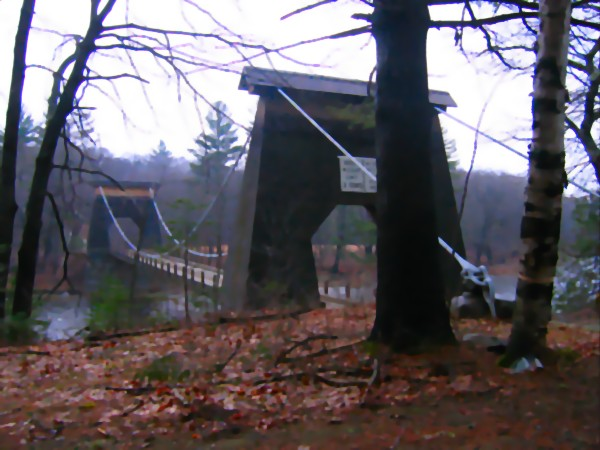
Le pont de fil à New Portland